# Золотой мяч и другие рассказы
«Золотой мяч и другие рассказы» — сборник коротких рассказов Агаты Кристи. Впервые опубликован в США издательством «Dodd, Mead and Company» в 1971 году.

## Рассказы, входящие в сборник

### Загадка Листердейла
(англ. The Listerdale Mystery)
Обедневшая пожилая вдова миссис Сент-Винсент узнаёт о том, что есть возможность снять роскошный особняк за мизерную цену. Её дочь Барбара, влюблённая в богача и стыдящаяся своей бедности, в восторге, а вот начитавшийся детективов сын Руперт уверяет, что низкая плата — ловушка. Он тайком от матери начинает расследование и выясняет, что из того самого особняка недавно исчез его владелец, лорд Листердейл.
Семейство Сент-Винсент, не слушая протестов Руперта, всё-таки переезжает в новый дом. Они в восторге: дом замечательный, старый дворецкий Квентин — само обаяние. Но настойчивый Руперт подозревает какой-то подвох и продолжает расследовать загадку исчезновения из дома лорда Листердейла.

### Девушка в поезде
(англ. The Girl in the Train)
Молодой и богатый Джордж Роулэнд, отправляясь за город на поезде, спасает от погони загадочную красавицу Элизабет и, сам того не подозревая, влюбляется в неё. Она передаёт ему на хранение какой-то пакетик и велит пристально следить за подозрительного вида пассажиром; затем она сходит на одной из ближайших станций. Джордж, выслеживая пассажира, в своём отеле натыкается на двух мужчин, разыскивающих саму Элизабет — точнее, Анастасию Елизавету Катонскую, великую княгиню крохотного балканского государства.
Параллельно с этим подозрительного пассажира, которого выслеживал Джордж, схватывает полиция. Джорджу рассказывают, что это был неуловимый шпион, которому помогала избегать преследований красивая дама-авантюристка по прозвищу Ясноглазка Бетти.
Джордж теряется в догадках, кто же девушка, спасённая им в поезде — великая княгиня Анастасия или Ясноглазка Бетти? В обоих случаях, шансы на продолжение романа у него невысоки…

### Мужественность Эдуарда Робинсона
(англ. The Manhood of Edward Robinson)
Эдуард Робинсон, романтически настроенный юноша, обручённый с волевой и твердохарактерной Мод, неожиданно выигрывает конкурс и получает пятьсот фунтов. Он покупает шикарный красный автомобиль — свою давнюю мечту — и едет на поиски приключений. Но во время остановки, отойдя на минутку от машины, по возвращении он обнаруживает, что его машина исчезла — на её месте оказалась другая, точь-в-точь такая же, с жемчужным ожерельем и письмом на сиденье.
Эдуард читает письмо — приглашение встретиться в деревне неподалёку — и решается поехать туда и всё объяснить друзьям владельца машины. На этой встрече его мечты о романтических приключениях сбываются в полной мере.

### Джейн в поисках работы
(англ. Jane In Search For a Job)
Джейн Кливленд — бедная молодая девушка — не может найти хорошо оплачиваемую работу. Когда она уже доходит до полного отчаяния, она видит в газете объявление, призывающее стройных синеглазых блондинок от двадцати пяти до тридцати лет, определённого роста, с хорошей мимикой и знанием французского, прийти по указанному адресу, чтобы получить весьма выгодную должность. Описание практически полностью подходит к Джейн, и та отправляется за своей наконец явившейся удачей.
Она проходит конкурс первой, и её направляют в гостиницу люкс для окончательной оценки, причём даже не сообщают, что её ждёт за работа.
Выясняется, что Джейн будет работать дублёршей эмигрантки-княгини Полины Островской. Полина смертельно боится покушений на свою жизнь или похищений.
В первый же выход в свет под именем Полины Джейн и спутницу Полины княжну Попоренскую похищают злоумышленники. Джейн остаётся только ждать, когда её спасут и сложная интрига будет распутана.

### Фруктовое воскресенье
(англ. The Fruitful Sunday)
Воскресным утром простая служанка Дороти Прэтт и её жених Эдуард Пэлгров обнаруживают в корзине c фруктами рубиновое ожерелье. Сначала мисс Прэтт счастлива и довольна таким приятным сюрпризом, но её и Эдуарда терзают подозрения. Они приобретают совершенно чёткую форму, когда в утренней газете появляется сообщение о краже точно такого же ожерелья.
Мисс Прэтт разрывается между желанием оставить драгоценность себе и боязнью быть пойманной и невинно осуждённой за кражу.

### Золотой мяч
(англ. The Golden Ball)
Джордж Дандэс, делец из Сити, неожиданно знакомится с известной светской красавицей Мэри Монтресор, по слухам, помолвленной с графом. Мэри спрашивает Джорджа, хотел бы он сам на ней жениться. Джордж соглашается, но не понимает, почему Мэри интересуется этим, будучи уже обручённой.
Мисс Монтресор приглашает его погостить в свой дом, но, когда они приезжают, дом оказывается захваченным неизвестными бандитами…

### Изумруд раджи
(англ. Rajah's Emerald)
Джеймс с друзьями приезжает отдохнуть на роскошный курорт. Все веселятся от души, только Джеймсу почему-то скучно. Но его скука и тоска исчезают в тот день, когда в газетах появляется сообщение о пропаже знаменитого изумруда, принадлежащего богатому радже.

### Лебединая песня
(англ. Swan Song)
Павла Назоркова, известная певица-сопрано, особенно прославившаяся исполнением партии Флории Тоски, приезжает на гастроли в Лондон. Ей предстоит петь в Ковент-Гардене. Кроме того, к ней поступает просьба от лорда и леди Растонбери исполнить что-нибудь в их домашнем театре, на их загородной вилле. Павла соглашается, с одним условием: это «что-нибудь» будет оперой «Тоска».
Семья Растонбери созывает лучших исполнителей, но буквально в день премьеры исполнителю партии Скарпиа делается плохо — ему в пищу подсыпали немного яда. Срочно находят другого исполнителя — уже ушедшего на покой знаменитого француза, не зная, что этот француз — цель хладнокровного и безжалостного убийцы…

### Гончая смерти
(англ. The Hound of Death)
Уильям Райан, американский журналист, узнаёт от приятеля о загадочной истории, случившейся во время Первой мировой войны. Немецкие солдаты хотели захватить корнуолльскую деревню, но, когда они вошли в один из домов, он вдруг взорвался. Никто не выжил. Причём у отряда не было ни бомб, ни каких бы то ни было горючих веществ.
Местные жители на вопросы Райана отвечали, что по молитве некой монахини отряд был убит молнией Небес. От дома остались только две стены, на одной из которых таинственным образом отпечатался след собачьей лапы.
Райан в изумлении решает расспросить об этом деле саму монахиню, сестру Марию Анжелику, которую все считают сумасшедшей…

### Цыганка
(англ. The Gypsy)
Дики Карпентер с детства мучила определённая галлюцинация: ему часто мерещилась цыганка. Когда он приезжает в Англию после службы в военно-морском флоте, он знакомится с семьёй Лоус и влюбляется в одну из дочерей главы семьи, Эстер Лоус. Однажды на ужине у семейства он встречает настоящую цыганку — миссис Алистер Хэворт, удивительно похожую на ту, что ему чудилась. Миссис Хэворт предостерегает его от продолжения дружбы с Лоусами. Дики её не слушает, а через две недели после его помолвки с Эстер девушка говорит ему, что разлюбила его.
Вскоре Дики требуется хирургическая операция, и ему вновь мерещится Алистер Хэворт, приказывающая ему отказаться от этой операции. Дики игнорирует предупреждение и умирает на операционном столе.
Его друг Макферлейн, жених сестры Эстер, решает поговорить с цыганкой по поводу такой правдивости её предсказаний…

### Лампа
(англ. The Lamp)
Мистер Уильямс жил с маленьким сыном и однажды уехал по делам в Лондон, оставив сына одного в доме. Так как Уильямс часто вращался в кругах преступников, его арестовала полиция, а его сын вскоре умер от голода. Пошли слухи о том, что опустевший дом заколдован, и поэтому его предлагали в аренду за чисто символическую цену.
Его сняла бедная вдова миссис Ланкастер, переехавшая туда с сыном Джеффри и престарелым отцом. Но после переезда Джеффри начинает рассказывать матери, что какой-то неизвестный плачущий мальчик, живущий на чердаке, просит его поиграть с ним…

### Удивительное происшествие, случившееся с сэром Артуром Кэрмайклом
(англ. The Strange Case of Sir Arthur Carmichael)
Доктора Карстейрса, известного психолога, вызывают к странным образом изменившемуся сэру Артуру Кэрмайклу, двадцатитрёхлетнему наследнику своего титула. Кэрмайкл проснулся однажды утром с совершенно новым характером, словно бы другим человеком. В имении, не считая слуг, живут только он сам, его мачеха леди Кэрмайкл, его невеста Филлис Пэттерсон и его восьмилетний сводный брат.
Карстейрс несколько раз замечает в имении странно ведущего себя кота, причём леди Кэрмайкл настойчиво уверяет его, что никакого кота она не держит. Наконец, доктор начинает догадываться, в чём дело, заметив, как сэр Артур пытается ловить мышей и лакает молоко из чашки языком…

### Зов крыльев
(англ. The Call of Wings)
Сайлас Хэмер, миллионер, является убеждённым материалистом. Но однажды, став свидетелем гибели пьяницы-пешехода под колёсами автобуса, он начинает задумываться о смысле жизни и смерти. Его размышления становятся более напряжёнными, когда он заговаривает с безногим инвалидом-музыкантом и узнаёт от него, что ноги «приносили зло», поэтому музыкант рад, что лишился их.
После этого разговора Хэмер начинает чувствовать, что ему становится тесно в материальном мире, что ему хочется подняться в небо, на свободу на удивительных крыльях, которые снятся ему по ночам…

### Цветок магнолии
(англ. Magnolia Blossom)
Теодора Даррелл, жена известного бизнесмена, начинает изменять ему и уже собирается сбежать со своим любовником. Но в тот день, когда начинает планироваться побег, Винсент Истон — возлюбленный Теодоры — видит в газете статью о банкротстве фирмы Даррелла.
Теодора резко меняет свои планы и совершенно неожиданно возвращается к супругу…

### Вместе с собакой
(англ. Next to a Dog)
Джойс Лэмберт, полунищая юная вдова, тщетно пытается заработать хоть немножко денег. Её после смерти мужа не интересует уже ничто, кроме её старого терьера Терри — её верного друга на протяжении всей её жизни.
Когда все попытки как-то избавиться от бедности остаются тщетными, Джойс остаётся только один выход. Она соглашается стать женой богатого молодого сноба Артура Хэллидея. Но, принимая его предложение, она ставит одно условие — её пёсик должен оставаться с ней…